# Kazachs curlingteam (mannen)
Het Kazachse curlingteam vertegenwoordigt Kazachstan in internationale curlingwedstrijden.

## Geschiedenis
Kazachstan nam voor het eerst deel aan een groot toernooi tijdens het Europees kampioenschap van 2004 in de Bulgaarse hoofdstad Sofia. De eerste interland ooit werd verloren van Griekenland: 13-8. Het was een start van een ongeziene reeks slechte resultaten. In de drie jaar dat Kazachstan deelnam aan het Europees kampioenschap, speelde het 25 wedstrijden, die allen verloren werden. Ook op de Aziatische Winterspelen van 2007 kon Kazachstan geen enkele wedstrijd winnen. Vanaf 2007 nam Kazachstan niet meer deel aan het Europees kampioenschap. Dit kwam mede doordat de enige curlinggelegenheid in Kazachstan gerenoveerd werd. In 2011 werd de curlinghal heropend en kondigde de Kazachse Curlingassociatie aan dat het land opnieuw zou deelnemen aan het Europees kampioenschap. Echter, ook in 2011 was Kazachstan niet present. In plaats daarvan nam het land in 2012 deel aan het Pacifisch-Aziatisch kampioenschap, waarmee het definitief afscheid nam van het Europese curling. Maar een verbetering van de prestaties bracht de overstap niet meteen met zich mee. Ook in de Pacifisch-Aziatische zone kon Kazachstan lange tijd geen enkele wedstrijd winnen. In 2015 was Kazachstan voor het eerst gastheer van het Pacifisch-Aziatisch kampioenschap. Het toernooi werd georganiseerd in Almaty. Hier lukte het de Kazachen eindelijk een wedstrijd te winnen: het debuterende Hongkong werd met 16-2 verpletterd. Alle andere wedstrijden gingen wederom verloren. Sedertdien weet Kazachstan regelmatig enkele wedstrijden te winnen. In 2021, toen de laatste editie van het toernooi wederom in Almaty plaats vond, wist Kazachstan als vierde te eindigen, het beste resultaat ooit.
In 2022 trad Kazachstan aan in het nieuwe pan-continentaal kampioenschap. Het land eindigde als twaalfde. In 2023 ontbrak Kazachstan op de deelnemerslijst. In 2024 was Kazachstan wel weer van de partij. Het land haalde de finale van de B-divisie, die evenwel verloren werd van de Filipijnen.

## Kazachstan op het pan-continentaal kampioenschap
| \| Jaar \| Plaats \| Skip \| WG \| W \| V \| PV \| PT \| \| ---- \| ------------- \| ------------------- \| ------------- \| ------------- \| ------------- \| ------------- \| ------------- \| \| 2022 \| 12 \| Adil Zjoemagozja \| 9 \| 5 \| 4 \| 75 \| 48 \| \| 2023 \| Geen deelname \| Geen deelname \| Geen deelname \| Geen deelname \| Geen deelname \| Geen deelname \| Geen deelname \| \| 2024 \| 10 \| Abylajchan Zjoezbaj \| 12 \| 9 \| 3 \| 108 \| 46 \| |               |                     |               |               |               |               |               |
| Jaar | Plaats        | Skip                | WG            | W             | V             | PV            | PT            |
| 2022 | 12            | Adil Zjoemagozja    | 9             | 5             | 4             | 75            | 48            |
| 2023 | Geen deelname | Geen deelname       | Geen deelname | Geen deelname | Geen deelname | Geen deelname | Geen deelname |
| 2024 | 10            | Abylajchan Zjoezbaj | 12            | 9             | 3             | 108           | 46            |

## Kazachstan op het Pacifisch-Aziatisch kampioenschap
| Jaar | Plaats        | Skip            | WG            | W             | V             | PV            | PT            |
| ---- | ------------- | --------------- | ------------- | ------------- | ------------- | ------------- | ------------- |
| 2012 | 7             | Aleksandr Orlov | 6             | 0             | 6             | 20            | 62            |
| 2013 | Geen deelname | Geen deelname   | Geen deelname | Geen deelname | Geen deelname | Geen deelname | Geen deelname |
| 2014 | 7             | Viktor Kim      | 6             | 0             | 6             | 9             | 67            |
| 2015 | 7             | Viktor Kim      | 7             | 1             | 6             | 31            | 64            |
| 2016 | 8             | Viktor Kim      | 8             | 1             | 7             | 34            | 74            |

| Jaar | Plaats | Skip                | WG | W | V | PV | PT |
| ---- | ------ | ------------------- | -- | - | - | -- | -- |
| 2017 | 9      | Viktor Kim          | 8  | 1 | 7 | 32 | 72 |
| 2018 | 8      | Viktor Kim          | 8  | 2 | 6 | 51 | 68 |
| 2019 | 8      | Abylajchan Zjoezbaj | 9  | 2 | 7 | 51 | 78 |
| 2021 | 4      | Viktor Kim          | 8  | 3 | 5 | 42 | 65 |

## Kazachstan op het Europees kampioenschap
| Jaar | Plaats        | Skip          | WG            | W             | V             | PV            | PT            |
| ---- | ------------- | ------------- | ------------- | ------------- | ------------- | ------------- | ------------- |
| 1992 | Geen deelname | Geen deelname | Geen deelname | Geen deelname | Geen deelname | Geen deelname | Geen deelname |
| 1993 | Geen deelname | Geen deelname | Geen deelname | Geen deelname | Geen deelname | Geen deelname | Geen deelname |
| 1994 | Geen deelname | Geen deelname | Geen deelname | Geen deelname | Geen deelname | Geen deelname | Geen deelname |
| 1995 | Geen deelname | Geen deelname | Geen deelname | Geen deelname | Geen deelname | Geen deelname | Geen deelname |
| 1996 | Geen deelname | Geen deelname | Geen deelname | Geen deelname | Geen deelname | Geen deelname | Geen deelname |
| 1997 | Geen deelname | Geen deelname | Geen deelname | Geen deelname | Geen deelname | Geen deelname | Geen deelname |
| 1998 | Geen deelname | Geen deelname | Geen deelname | Geen deelname | Geen deelname | Geen deelname | Geen deelname |
| 1999 | Geen deelname | Geen deelname | Geen deelname | Geen deelname | Geen deelname | Geen deelname | Geen deelname |
| 2000 | Geen deelname | Geen deelname | Geen deelname | Geen deelname | Geen deelname | Geen deelname | Geen deelname |
| 2001 | Geen deelname | Geen deelname | Geen deelname | Geen deelname | Geen deelname | Geen deelname | Geen deelname |

| Jaar | Plaats        | Skip             | WG            | W             | V             | PV            | PT            |
| ---- | ------------- | ---------------- | ------------- | ------------- | ------------- | ------------- | ------------- |
| 2002 | Geen deelname | Geen deelname    | Geen deelname | Geen deelname | Geen deelname | Geen deelname | Geen deelname |
| 2003 | Geen deelname | Geen deelname    | Geen deelname | Geen deelname | Geen deelname | Geen deelname | Geen deelname |
| 2004 | 26            | Andrej Iordanidi | 7             | 0             | 7             | 36            | 97            |
| 2005 | 29            | Vladislav Kogaj  | 9             | 0             | 9             | 33            | 118           |
| 2006 | 29            | Viktor Kim       | 9             | 0             | 9             | 34            | 85            |
| 2007 | Geen deelname | Geen deelname    | Geen deelname | Geen deelname | Geen deelname | Geen deelname | Geen deelname |
| 2008 | Geen deelname | Geen deelname    | Geen deelname | Geen deelname | Geen deelname | Geen deelname | Geen deelname |
| 2009 | Geen deelname | Geen deelname    | Geen deelname | Geen deelname | Geen deelname | Geen deelname | Geen deelname |
| 2010 | Geen deelname | Geen deelname    | Geen deelname | Geen deelname | Geen deelname | Geen deelname | Geen deelname |
| 2011 | Geen deelname | Geen deelname    | Geen deelname | Geen deelname | Geen deelname | Geen deelname | Geen deelname |

Andorra · Australië · België · Bosnië en Herzegovina · Brazilië · Bulgarije · Canada · China · Chinees Taipei · Denemarken · Duitsland · Engeland · Estland · Filipijnen · Finland · Frankrijk · Georgië · Griekenland · Groot-Brittannië · Guyana · Hongarije · Hongkong · Ierland · IJsland · India · Israël · Italië · Jamaica · Japan · Kazachstan · Kenia · Kirgizië · Kroatië · Letland · Liechtenstein · Litouwen · Luxemburg · Mexico · Nederland · Nieuw-Zeeland · Nigeria · Noorwegen · Oekraïne · Oostenrijk · Polen · Portugal · Puerto Rico · Qatar · Roemenië · Rusland · Saoedi-Arabië · Schotland · Servië · Slovenië · Slowakije · Spanje · Thailand · Tsjechië · Tsjecho-Slowakije · Turkije · Verenigde Staten · Wales · Wit-Rusland · Zuid-Korea · Zweden · Zwitserland